# Alberto Urdiales
Alberto Urdiales Márquez (Santander, 17 de novembro de 1968) é um ex-handebolista profissional espanhol, medalhista olímpico.